# Gendarmerie royale cambodgienne
La Gendarmerie royale cambodgienne (khmer : កងរាជអាវុធហត្ថ) ou Gendarmerie royale khmère est la force de gendarmerie du royaume du Cambodge, elle fait partie des Forces armées royales khmères, sa mission est le maintien de l'ordre et de la sécurité intérieure du Cambodge, elle est composée d'environs 10 000 hommes déployé dans tout le pays. Son quartier général est à Phnom Penh, la capitale, son commandant est le général Sao Sokha, un ancien garde du corps et conseiller du premier ministre Hun Sen.

## Histoire
La Gendarmerie royale khmère est fondée le 20 juillet 1954, suite au renversement du prince Norodom Sihanouk le 18 mars 1970, elle devient la Gendarmerie Nationale le 5 octobre 1971 puis est supprimé par les Khmers rouges en 1975 et rétablie sous la forme d'une police militaire à leur chute en 1979 jusqu'en 1991,.
La Gendarmerie est re-établie le 14 juillet 1993 à partir d'unitées de l'Armée royale et formée avec l'assistance de la France et d'autres pays étrangers dans le cadre de l'Autorité provisoire des Nations unies au Cambodge (APRONUC) et d'accords bilatéraux entre la France et le Cambodge,. La France forme notamment des officiers à l'audition de mineurs dans le cadre du tourisme sexuel ainsi que des tireurs d'élites formés avec la participation du GIGN.

## Missions
Les missions de la Gendarmerie royale du Cambodge sont :
- La lutte contre le terrorisme.
- La lutte contre les "groupes violents".
- La lutte contre les émeutes de prison (en).
- La restoration de la paix et la stabilité si elles sont perturbées.

Ces missions incluent :
Le maintien de la paix, le combat contre les organisations criminelles, le terrorisme et les "groupes violents". La protection de l'État et de la propriété privée. L'assistance auprès des civils et des autres organisations en cas d'urgence (catastrophe naturelle, manifestations ou conflits armés). La répression des Émeutes et le renforcement de la loi martiale ou de la mobilisation le cas échéant.

## Structure
Le quartier général de la Gendarmerie est situé à Phnom Penh et elle dispose d'un état major dans chacune des 25 provinces avec des postes situés dans les 186 districts.
Chaque état major provincial dispose d'une compagnie d'intervention, la capitale en dispose de 6 bataillons d'intervention et un groupe directement sous les ordres du commandant de la Gendarmerie.
La Gendarmerie dispose de deux écoles : une à Kambol et une à Kampong Chhnang.